# Stade Ahmed-Kaïd
 (juin 2013).
Si vous disposez d'ouvrages ou d'articles de référence ou si vous connaissez des sites web de qualité traitant du thème abordé ici, merci de compléter l'article en donnant les références utiles à sa vérifiabilité et en les liant à la section « Notes et références ».
Le stade Ahmed Kaïd (en arabe : ملعب أحمد قايد), anciennement connu sous le nom de stade de la Fraternité (en arabe : ملعب الأخوة), est un stade de football, capable d'accueillir 30 000 spectateurs, situé à Tiaret en Algérie.
C'est l'arène du club résident de la JSM Tiaret.

## Histoire
Le stade est inauguré le 24 février 1987 lors d'un match amical de football qui a opposé l'Équipe d'Algérie au FC Nantes ; Le match s'est terminé par le score de un but à zéro en faveur de Nantes, le but a été marqué par Patrice Rio à la 75e minute.
Au début des années 2000 il prend le nom de Kaïd Ahmed homme politique et ancien président de de la JSM Tiaret.
Doté d'une pelouse naturelle, le stade sera fermé en 2014, il sera rouvert en 2018 avec une pelouse artificielle.

## Matches Importants
| Date            | Match                    | Résultat | Type   |
| --------------- | ------------------------ | -------- | ------ |
| 24 février 1987 | Algérie - FC Nantes      | 0 - 1    | Amical |
| 15 février 1988 | Algérie - Spartak Trnava | 2 - 1    | Amical |

## Galerie

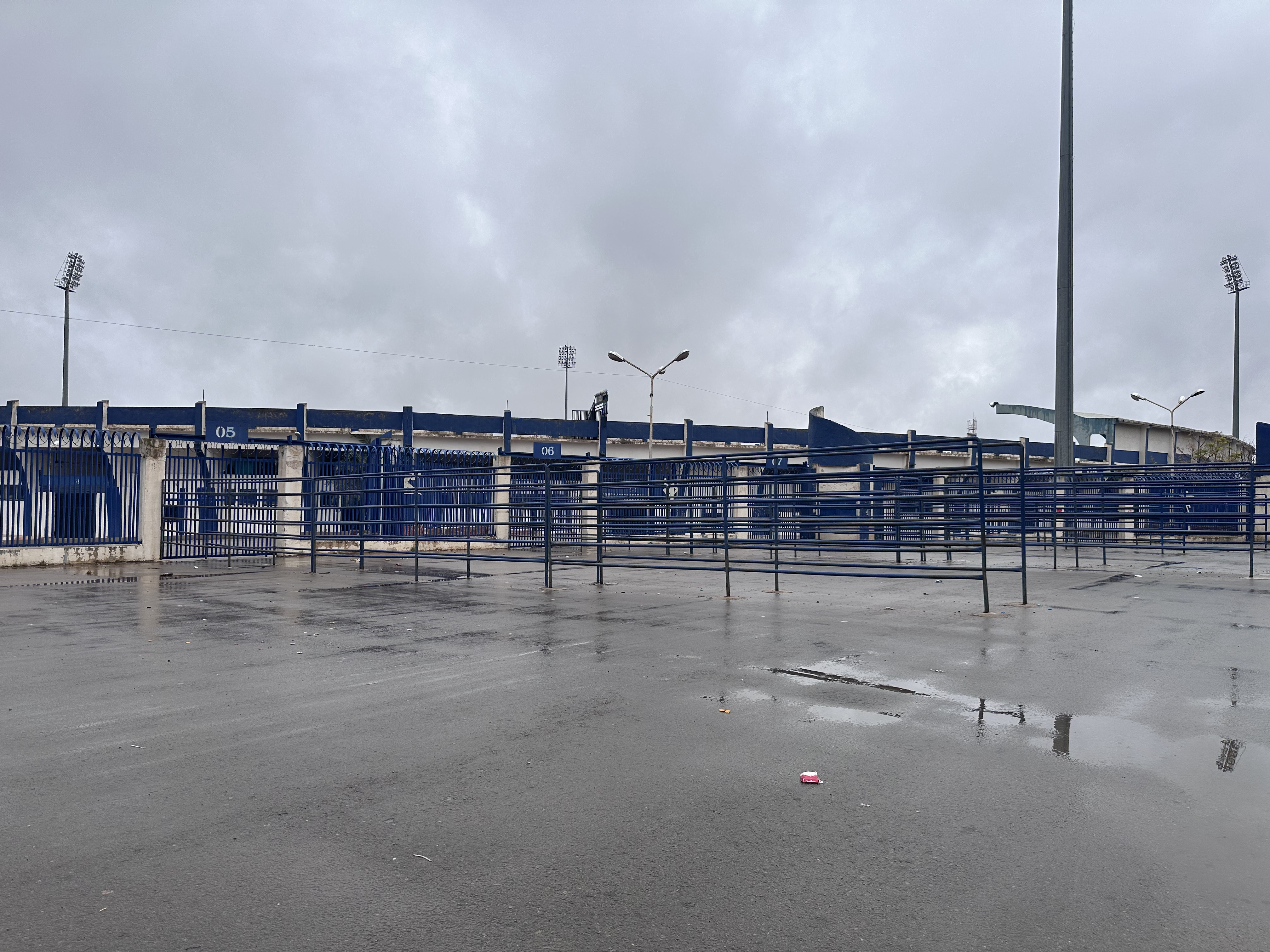
Les guichets de billeterie
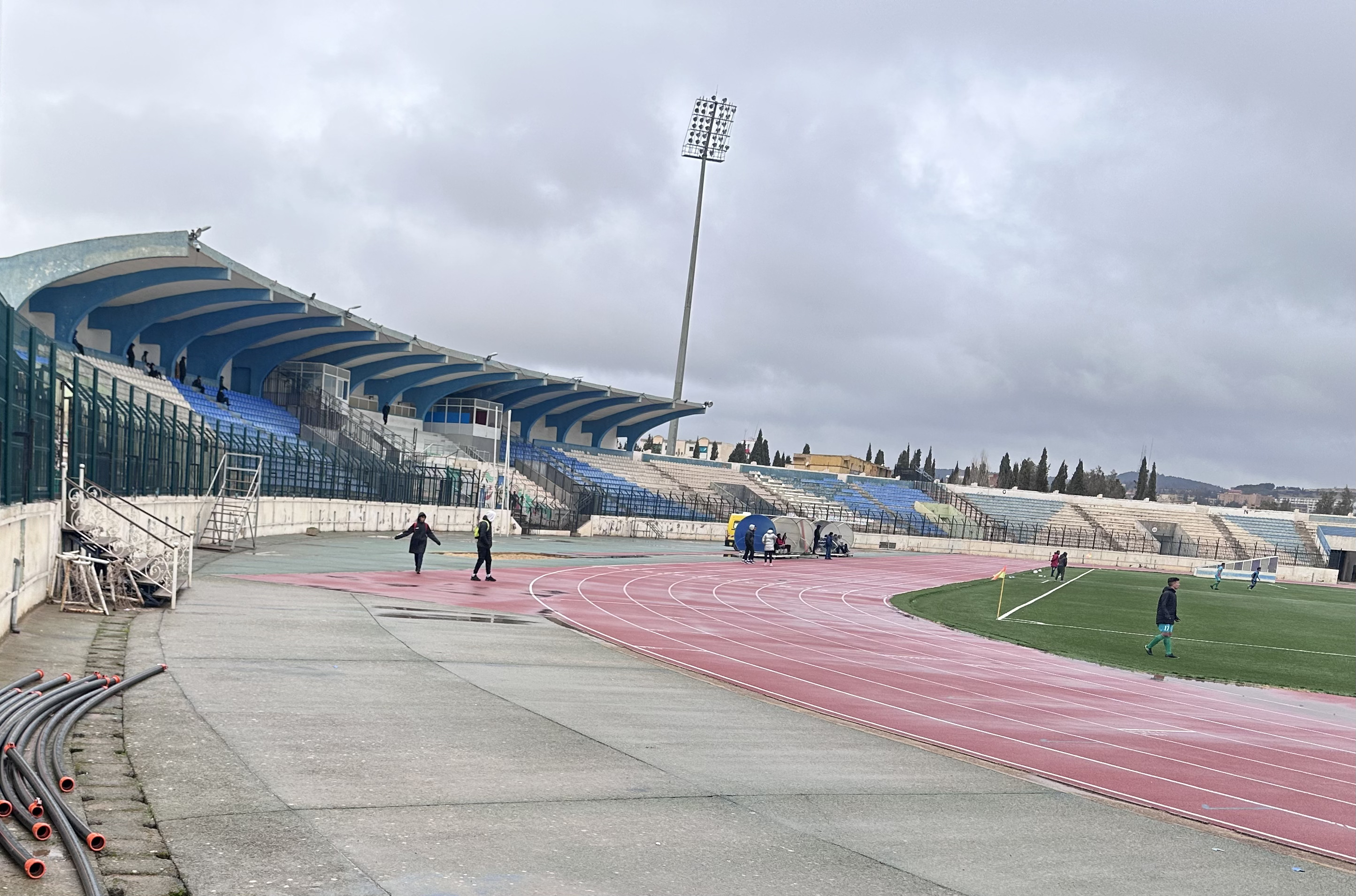
vue sur la tribune d'honneur
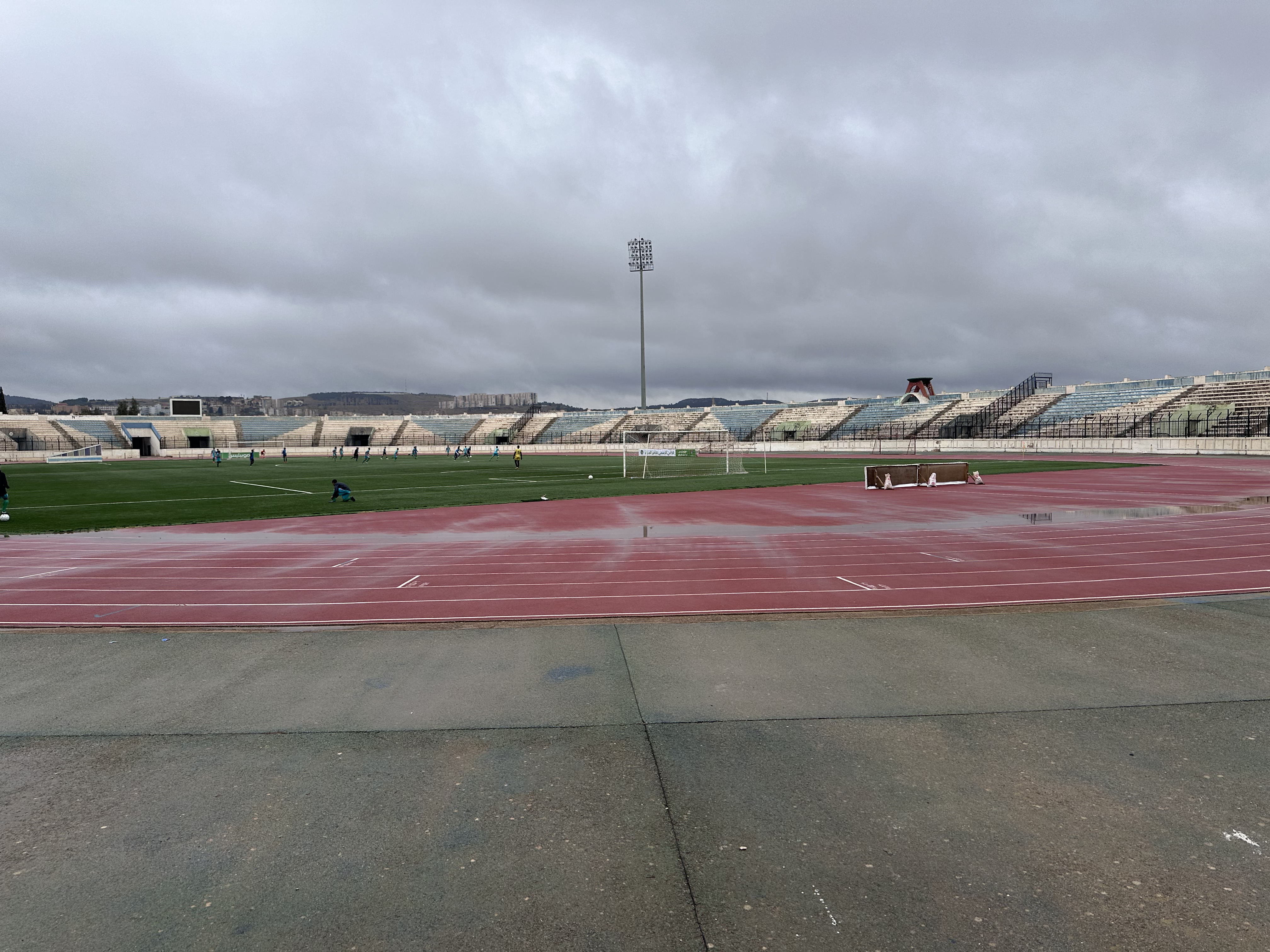
vue panoramique
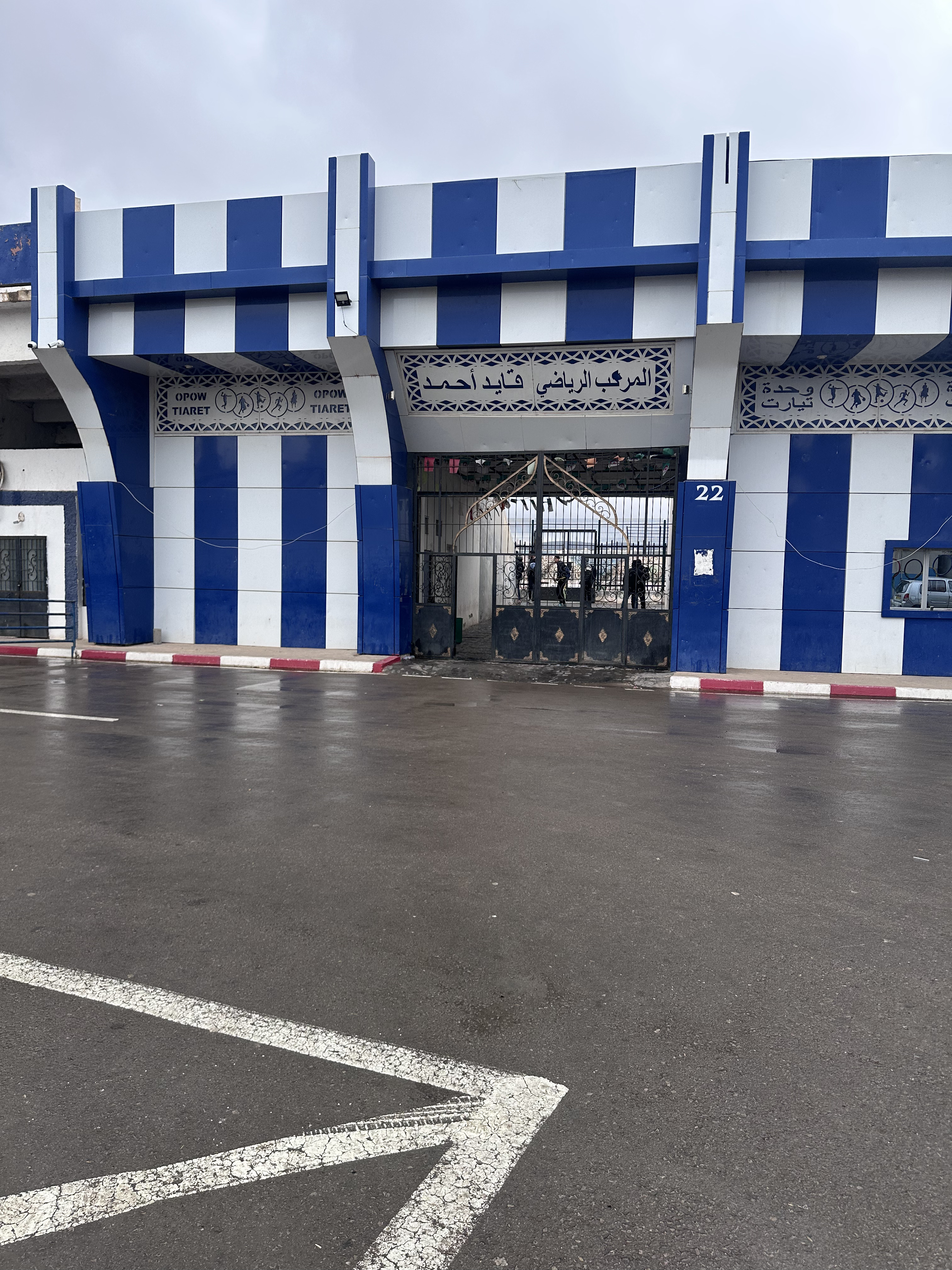
entrée du stade
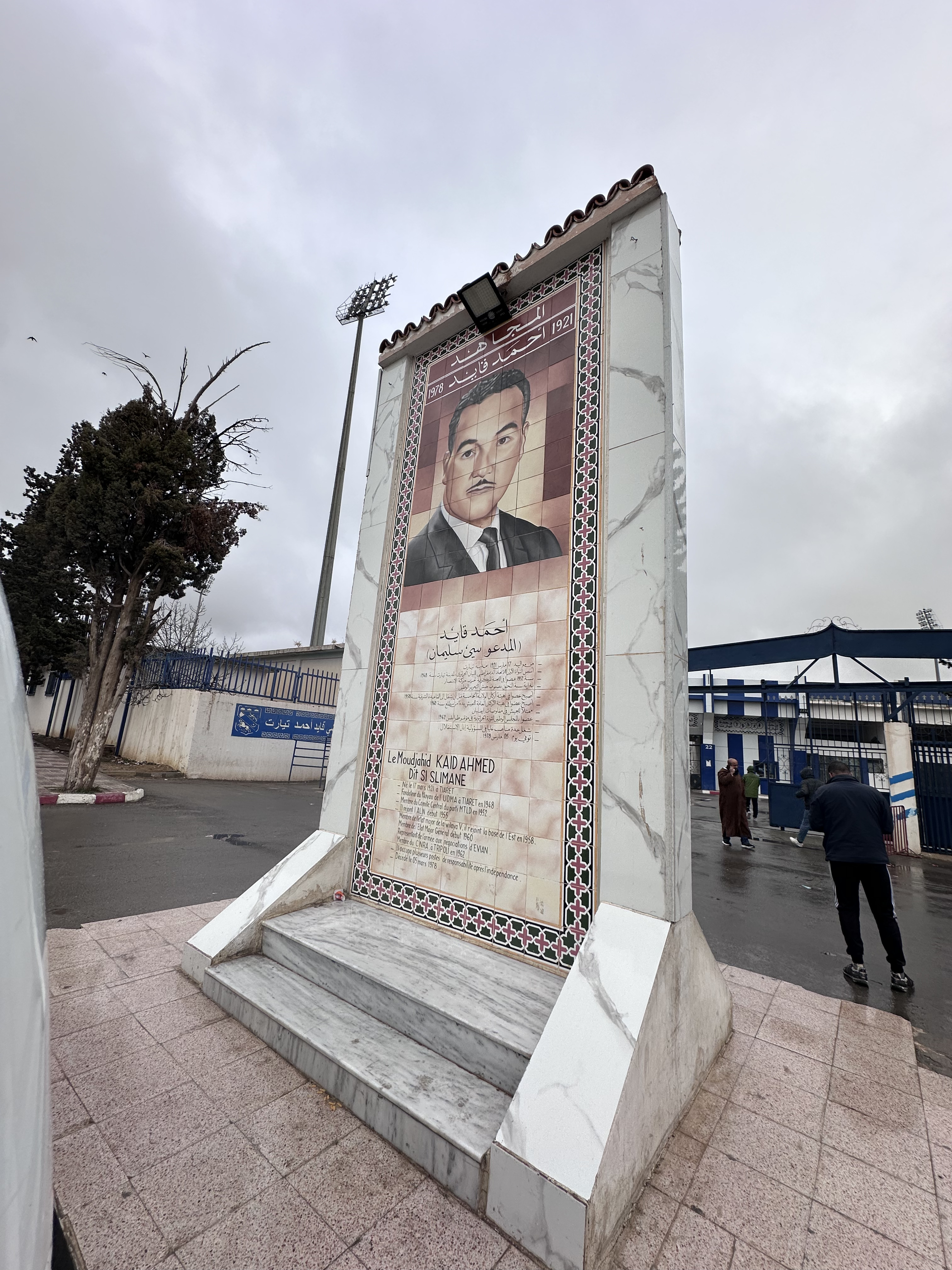
stèle en hommage à Kaïd Ahmed